# Georg Terter II av Bulgarien
Georg Terter II av Bulgarien, död 1323, var Bulgariens regent från 1322 till 1323.